# Smokrzyn łojodajny
Smokrzyn łojodajny (Triadica sebifera) – gatunek drzewa z rodziny wilczomleczowatych (Euphorbiaceae). Pochodzi z wschodniej Azji, występuje przede wszystkim we wschodniej części kontynentalnych Chin i na Tajwanie. Występuje również w południowej części Stanów Zjednoczonych jako gatunek inwazyjny, gdzie roślinę sprowadzono w czasach kolonialnych.
Gatunek ujęty jest na liście inwazyjnych gatunków stwarzających zagrożenie dla Unii Europejskiej.

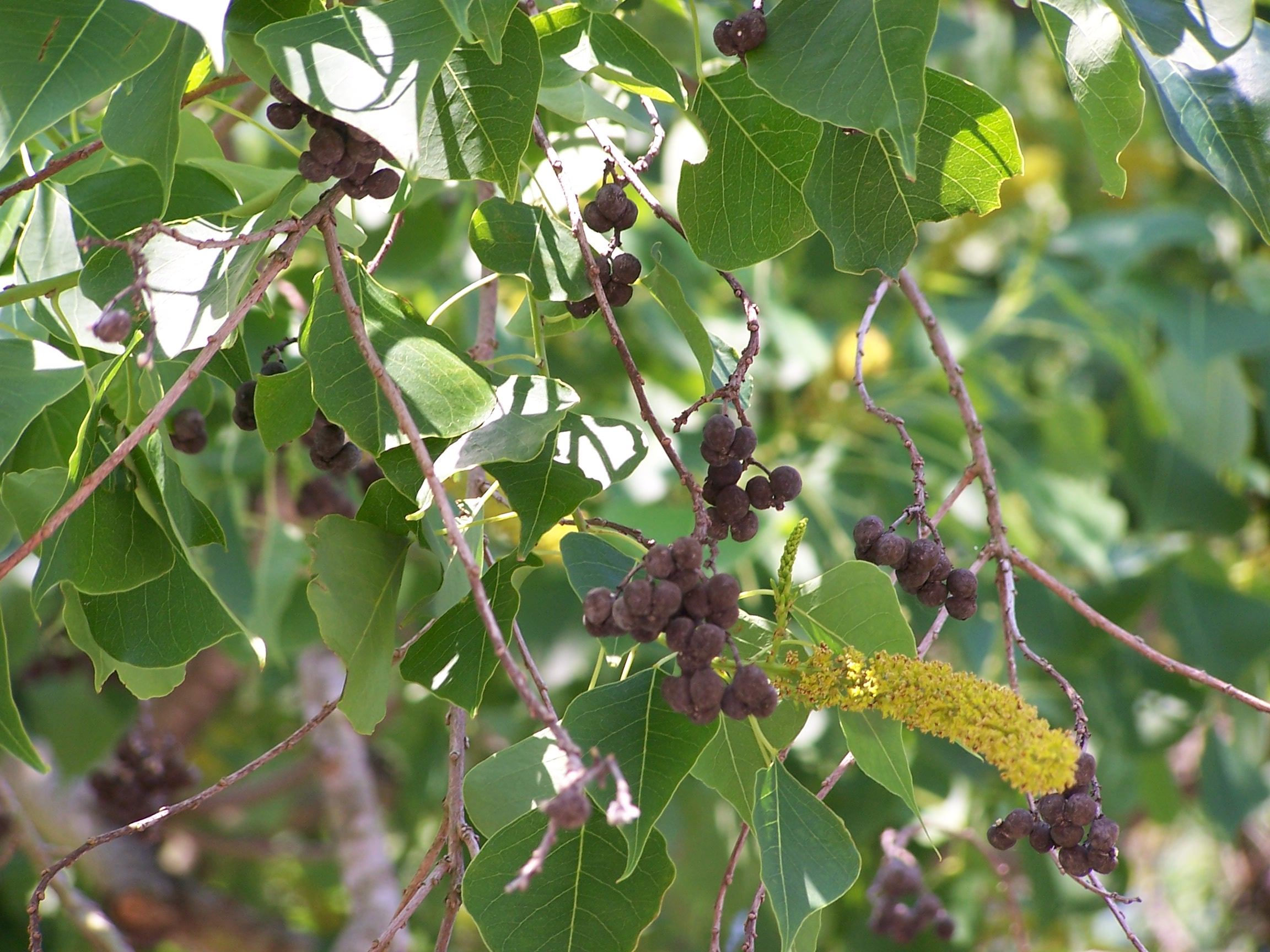
Owoce drzewa łojowego

## Morfologia
PokrójDrzewo o wysokości do 10 m.
LiścieRomboidalne (rzadziej sercowate), całobrzegie, długoogonkowe. Ulistnienie jest naprzemianległe. Liście są jasnozielone, a ich spodnia strona jest nieco wyblakła. Jesienią zmieniają barwę na jasnożółtą, pomarańczową, purpurową lub czerwoną.
KwiatyRoślina jest jednopienna – na jednym drzewie występują kwiatostany męskie i żeńskie. Żółtozielone lub białe kwiatostany drzewa występują w gronach długości około 20 cm. Wyżej rosną liczne kwiaty męskie, niżej kilka kwiatów żeńskich. Kwiaty męskie mają 2–3-dzielny kielich i 2-3 pręciki, kwiaty żeńskie kielich 3 (4-5)-dzielny i 1 słupek.
OwoceZawierająca przeważnie 3 pestki kuliste torebki, podczas rozwoju zmieniają barwę z zielonej na czarnobrązową. Nasiona o średnicy do 7 mm otoczone są woskowatą, tłustą, białą otoczką.

## Zastosowania
- Na rodzimych terenach drzewa z tłustej otoczki nasion produkuje się tzw. "chiński łój" wykorzystywany do wytworu świec i mydła, natomiast z liści produkuje się czarny barwnik i używane są w ziołolecznictwie do leczenia czyraków. Łój może posłużyć również jako olej roślinny. W dawniejszych czasach wytwarzano też z niego klej służący buddystom w Birmie do naklejania płatków złota na posągi i ściany jako wotów[8].
- Drzewo produkuje nektar, co czyni z niego dobrą roślinę miododajną.
- Drewno jest wykorzystywane w przemyśle meblarskim.
- Roślina jest bardzo ozdobna, szybko rośnie i daje dużo cienia. Szczególnie sprawdza się jako roślina ozdobna na obszarach o dużej amplitudzie temperatur. Jesienią liście drzewa przybierają wiele kontrastujących ze sobą barw.